# عارورة
عارورة بلدة فلسطينية من بلدات محافظة رام الله والبيرة. وقعت تحت الاحتلال الإسرائيلي بعد حرب 1967.

## التاريخ
عُثر على قطع من الفخار من عصر العصر الحديدي، والأخمينيون، والعصر الهلنستي، الإمبراطورية الرومانية والبيزنطية، الدول الصليبية/الدولة الأيوبية في القرية. وأيضًا عثر على شظايا فخار من العصر المملوكي.

### العهد العثماني
تبعت عارورة إلى الإمبراطورية العثمانية في عام 1517 مع كل فلسطين. في عام 1596 ظهر لأول مرة اسم عارورة في سجلات الضرائب العثمانية، وكانت إدارياً تتبع ناحية القدس ضمن سنجق القدس، حيث دفعوا معدل ثابت للضريبة بنسبة 33,3٪ على المنتجات الزراعية المختلفة، مثل القمح، والشعير، والمحاصيل الصيفية، والزيتون، والماعز، وخلايا النحل. في عام 1838 زار الباحث الأمريكي إدوارد روبنسون القرية وذكر أنها قرية إسلامية ضمن منطقة بني زيد شمال القدس.
في أواخر العهد العثماني، في عام 1870، وصل عالم الآثار الفرنسي فيكتور جويرين إلى عارورة، وقدر أن عدد سكانها بين 350 و400 نسمة. وجد ألبرت سوسين عام 1870، أن القرية بها قائمة قروية رسمية تشير لوجود 300 رجل في القرية في 91 منزل.
عام 1882، أجرى صندوق استكشاف فلسطين الغربية مسحاً للقرية ووصفها بأنها «قرية صغيرة على أرض مرتفعة، وفيها خمس أماكن مقدسة إلى الجانب الغربي منها». عام 1896 قدر عدد سكان القرية ب 540 نسمة.

### الانتداب البريطاني
في عام 1917، وقعت مزارع النوباني بيد الجيش البريطاني، ودخلت القرية مع باقي فلسطين مظلة الانتداب البريطاني على فلسطين عام 1920 حتى وقوع النكبة عام 1948. أجرت سلطات الانتداب البريطاني تعدادا عاما للسكان عام 1922، وقد بلغ عدد السكان حوالي 426 نسمة جميعهم مسلمين. ثم ازداد عددهم حتى وصل إلى 566 نسمة يسكنون 131 بيت وجميعهم مسلمين في تعداد عام 1931. أما في تعداد عام 1945، فبلغ عدد السكان حوالي 660 نسمة وجميعهم مسلمون، وكانت مساحة الأرض نحو 10,978 دونمًا منها فقط 26 دونم منطقة سكنية.

### الحكم الأردني
في أوائل خمسينيات القرن العشرين أتبعت عارورة للحكم الأردني بين حربي 1948 و1967، وكان عدد سكانها آنذاك حوالي 1,337 نسمة عام 1961.

### النكسة
وقعت القرية في يد الاحتلال بعد حرب النكسة عام 1967. حصل انخفاض حاد في عدد السكان إلى ما يقرب النصف بسبب نزوحهم أثناء حرب 1967.

### السلطة الفلسطينية
بعد تأسيس السلطة الفلسطينية، استلمت السلطة الوطنية الفلسطينية القرية ووضعتها تحت سيطرتها المدنية والأمنية. وألحقتها إداريًا بمحافظة رام الله والبيرة.